# Боліваріанські ігри

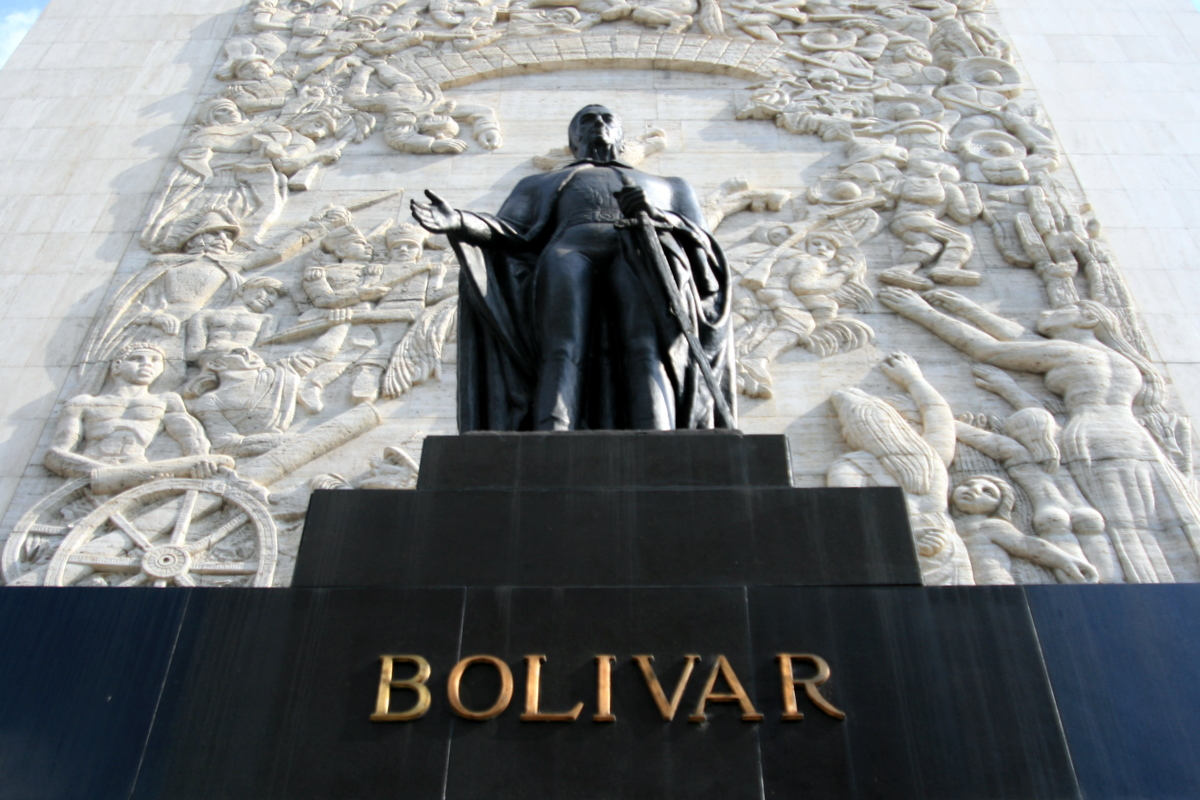
Статуя Сімона Болівара у Каракасі, символ натхнення для ігор.

Боліваріанські спортивні ігри (ісп. Juegos Deportivos Bolivarianos) — міжнародні комплексні спортивні змагання, що проходять в Південній Америці під егідою Боліваріанської спортивної організації.

## Історія
Перші Ігри були проведені у 1938 році в Боготі (Колумбія), і були приурочені до 400-річчя міста, зразком для них послужили Літні Олімпійські ігри 1936 року в Берліні. Метою Ігор було просування до єдності боліваріанських країн через спорт. Після їх проведення у рамках Панамериканської спортивної організації була утворена Боліваріанська спортивна організація, яка взяла на себе організацію і проведення наступних Ігор. Починаючи з 1973 року, Ігри проходять раз на 4 роки.

## Список Ігор
| Рік       | Номер | Місце                                        | Дати                    | Країни |
| 1938      | I     | Колумбія, Богота                             | 6-22 серпня             | 6      |
| 1947-1948 | II    | Перу, Ліма                                   | 25 грудня — 8 січня     | 6      |
| 1951      | III   | Венесуела, Каракас                           | 5-21 грудня             | 6      |
| 1961      | IV    | Колумбія, Барранкілья                        | 3-16 грудня             | 5      |
| 1965      | V     | Еквадор, Кіто і Гуаякіль                     | 20 листопада — 6 грудня | 6      |
| 1970      | VI    | Венесуела, Маракайбо                         | 23 серпня — 6 вересня   | 6      |
| 1973      | VII   | Панама                                       | 17 лютого — 3 березня   | 5      |
| 1977      | VIII  | Болівія, Ла-Пас                              | 15-29 жовтня            | 6      |
| 1981      | IX    | Венесуела, Баркісімето                       | 4-14 грудня             | 6      |
| 1985      | X     | Еквадор, Куенка, Амбато і Портов'єхо         | 9-18 листопада          | 6      |
| 1989      | XI    | Венесуела, Маракайбо                         | 14-25 січня             | 6      |
| 1993      | XII   | Болівія, Кочабамба і Санта-Крус-де-ла-Сьєрра | 24 квітня — 2 травня    | 6      |
| 1997      | XIII  | Перу, Арекіпа                                | 17-26 жовтня            | 6      |
| 2001      | XIV   | Еквадор, Амбато                              | 7-16 вересня            | 6      |
| 2005      | XV    | Колумбія, Арменія і Перейра                  | 12-21 серпня            | 6      |
| 2009      | XVI   | Болівія, Сукре                               | 15-26 листопада         | 6      |
| 2013      | XVII  | Перу, Трухільйо                              | 16-30 листопада         | 11     |
| 2017      | XVIII | Колумбія, Санта-Марта                        | 11-25 листопада         | 11     |
| 2022      | XIX   | Колумбія, Вальєдупар                         | 24 июня - 5 июля        | 11     |

## Загальний медальний залік
| Місце | Країна                   | Золото | Срібло | Бронза | Загалом |
| ----- | ------------------------ | ------ | ------ | ------ | ------- |
| 1     | Венесуела                | 1856   | 1487   | 1145   | 4488    |
| 2     | Колумбія                 | 1399   | 1313   | 1067   | 3779    |
| 3     | Перу                     | 592    | 671    | 861    | 2124    |
| 4     | Еквадор                  | 401    | 661    | 1010   | 2072    |
| 5     | Панама                   | 192    | 190    | 307    | 689     |
| 6     | Болівія                  | 107    | 182    | 418    | 707     |
| 7     | Чилі                     | 87     | 97     | 150    | 334     |
| 8     | Гватемала                | 38     | 45     | 65     | 148     |
| 9     | Домініканська Республіка | 36     | 33     | 78     | 147     |
| 10    | Парагвай                 | 16     | 17     | 21     | 54      |
| 11    | Сальвадор                | 9      | 15     | 17     | 41      |
| Total | Total                    | 4731   | 4702   | 5147   | 14578   |